# Liste der Landschaftsschutzgebiete im Rhein-Sieg-Kreis
Die Liste der Landschaftsschutzgebiete im Rhein-Sieg-Kreis enthält die Landschaftsschutzgebiete des Rhein-Sieg-Kreises in Nordrhein-Westfalen.

## Liste
| Bild                | Nummer        | Bezeichnung des Gebietes                                                                                                   | Fläche in Hektar | WDPA-ID   | Koordinaten | Datum der Verordnung |
| ------------------- | ------------- | --- | ---------------- | --------- | ----------- | -------------------- |
|                     | LSG-5010-0001 | LSG in den Gemeinden Windeck, Eitorf, Neunkirchen-Seelscheid, Ruppichteroth und Much sowie den Städten Hennef und Siegburg | 27049,185        | 555589469 | Position    | 2006                 |
|                     | LSG-5107-001  | LSG Rheinaue | 360,7454         |           | Position    | 1992                 |
|                     | LSG-5107-002  | LSG LP Bornheim | 4022,736         | 555589486 | Position    | 1996                 |
|                     | LSG-5108-002  | LSG Siegburg, Troisdorf, St. Augustin                                                                                      | 3250,8269        | 555589508 | Position    | 1991                 |
|                     | LSG-5109-003  | LSG Aggeraue | 4397,8717        | 555589506 | Position    | 1989                 |
|                     | LSG-5207-0001 | LSG in den Gemeinden Alfter und Wachtberg im Rhein-Sieg-Kreis                                                              | 6237,4656        | 555558656 | Position    | 2006                 |
|                     | LSG-5209-0001 | LSG in den Städten Königswinter und Bad Honnef                                                                             | 4666,8589        | 555558670 | Position    | 2006                 |
| Siegaue NRW Germany | LSG-5209-0002 | LSG Siegaue | 394,432          | 555558671 | Position    | 2008                 |
|                     | LSG-5209-0004 | LSG Uckerather Hochfläche                                                                                                  | 1513,7178        | 555558673 | Position    | 2008                 |
|                     | LSG-5209-0006 | LSG Pleiser Hügelland | 2766,9341        | 555558675 | Position    | 2008                 |
|                     | LSG-5209-0007 | LSG Siegtal-Hänge | 723,6523         | 555558676 | Position    | 2008                 |